# Nati nel 1382
| Questa pagina contiene informazioni ricavate automaticamente dalle voci biografiche con l'ausilio del template Bio e di un bot. L'aggiornamento è periodico e automatico e ricostruisce completamente la pagina. Se manca una persona in questa lista, sei pregato di non aggiungerla, ma accertati piuttosto che la sua voce biografica contenga il template Bio e che i dati anagrafici siano correttamente compilati. Se il template Bio manca, inseriscilo tu stesso o, in alternativa, metti l'avviso {{tmp\|Bio}} che ne segnala la mancanza. Se i dati riportati sono sbagliati, correggi direttamente la voce biografica; le modifiche saranno visibili in questa lista entro pochi giorni. Per chiarimenti vedi il progetto biografie. La lista contiene solo le 13 persone che sono citate nell'enciclopedia e per le quali è stato implementato correttamente il template Bio. Pagina aggiornata al 26 apr 2025. |

- 23 gennaio - Richard de Beauchamp, XIII conte di Warwick, militare e politico inglese († 1439)
- 19 marzo - Luca degli Albizi, politico e mercante italiano († 1458)
- 24 dicembre - Louis d'Harcourt, arcivescovo cattolico francese († 1422)
- Niccolò d'Acciapaccio, cardinale e arcivescovo cattolico italiano († 1447)
- Felice Brancacci, politico italiano
- Giovanni Buccelleni, vescovo cattolico italiano († 1472)
- Federico IV d'Asburgo, nobile († 1439)
- Giovanni I di Foix, nobile († 1436)
- Guglielmo di Jülich, nobile tedesco († 1428)
- Lope de Barrientos, vescovo cattolico spagnolo († 1469)
- Maria di Lusignano, sovrana italiana († 1404)
- Giovanni I di Monaco, monegasco († 1454)
- Giunta di Tugio, ceramista italiano († 1450)